# 石板墓文化
石板墓文化（英語：Slab Grave culture），又譯四方墓文化，是出現於蒙古高原與外貝加爾的史前人類文化，年代介於晚期青铜时代至早期鐵器時代之間，約為公元前13世紀至前6世紀。

## 名稱來源
石板墓文化的名稱，來自於在這個區域中發現的古代墳墓風格。這類型的墳墓，是四方形的箱形墳穴，在邊緣樹立大型石板，圍繞墓地。俄國考古學者波羅斯卡（Gregorii Borovka）將這個類型的古代墳墓稱為石板墓（俄语：плиточная могила）。之後成為這個文化類型的稱呼。

## 分子人類學研究
目前已测序的石板墓文化男性中的主要Y-DNA單倍群已被確定為单倍群Q-M242（5/8 Q1a1a-M120 和 1/8 Q1a2a1c-L330），少數屬於单倍群N-M231（2/8 N1a1a1a1b-M2019），均被認定為屬於東歐亞父系單倍群类型。匈奴為石板墓文化的後繼者，但從石板墓文化時期到匈奴時期的過渡，以西歐亞父系血統取代石板墓文化原本的东歐亞父系血统為特徵，而西歐亞母系血統並沒有隨之增加。